# Ischnoptera deropeltiformis
Ischnoptera deropeltiformis es una especie de cucaracha del género Ischnoptera, familia Ectobiidae. Fue descrita científicamente por Brunner von Wattenwyl en 1865.
Habita en los Estados Unidos.